# Wild Target
Wild Target è un film del 2010 diretto da Jonathan Lynn.
La pellicola è il remake del film francese Cible Émouvante del 1993, diretto in prima persona dall'autore del soggetto, Pierre Salvadori.

## Trama
Londra. Victor Maynard è un abile sicario di mezz'età. È stato iniziato alla professione dal padre, ormai scomparso, e la madre Louisa lo incoraggia ancora oggi a proseguire con dedizione e passione la "tradizione" di famiglia. La sua routine, relativamente tranquilla e abitudinaria, subisce un drastico cambio di rotta quando gli viene commissionata l'uccisione di Rose, un'affascinante ladra cleptomane che ha compiuto il colpo della vita beffando il ricco malavitoso Ferguson. Per la prima volta in carriera, inaspettatamente Victor non riesce a uccidere la sua vittima, innamorandosi anzi di lei e salvandola a sua volta da una prima vendetta di Ferguson.
Sconcertata dall'accaduto, Rose assume Victor per proteggerla, cercando insieme di scappare alle mire del malavitoso; alla loro fuga si unisce involontariamente Tony, un imbranato e spiantato ragazzo incontrato per caso, e che in un primo momento scambia il vecchio sicario per un investigatore privato, volendone così diventare l'apprendista.
Il trio si allontana dalla città rifugiandosi in campagna, nella vecchia casa di famiglia di Victor. Alla luce della sua infallibilità scalfita, dentro l'uomo comincia a maturare l'idea di potersi rifare una vita con Rose, la quale nel frattempo inizia a provare anche lei dei sentimenti verso colui che, paradossalmente, doveva essere il suo assassino. La tranquillità di questi giorni viene interrotta dall'arrivo di Dixon, un giovane sicario rampante, sguinzagliato da Ferguson per completare il lavoro mai portato a termine da Victor; quando le vite del trio sembrano arrivate al capolinea, è però l'anziana Louisa a risolvere inaspettatamente la situazione.

## Colonna sonora
1. Opening Titles - The London Metropolitan Orchestra
2. Mehum Mato - Fishtank Ensemble
3. Hotel Song - Regina Spektor
4. Johnny Got A Boom Boom - Imelda May
5. The Waves (feat. Joe Echo) - Liam Shachar
6. All Over Me - Pete Simpson
7. "Spring" from the Four Seasons (Violin Concerto in E Major, Op.8, No.1) - The Capella Istropolitana
8. In a Mellow Mood - The Freddie Carleone Quartet
9. Sinfonia Concertante - E-Flat Major, K. 364, 2nd movement Andante Ma non Troppo - The Capella Istropolitana Orchestra
10. Piano Sonata No. 8 in C Minor - Rupert Everett
11. Face The Dragon - Fishtank Ensemble
12. New Soul - Yael Naim
13. Plug in the Machine - Dorp
14. Wedding Bell - Beach House
15. Foot Massage - The London Metropolitan Orchestra
16. Going Up Country - Imelda May
17. Mayhem - Imelda May

## Distribuzione
Il film è stato proiettato per la prima volta in Italia il 17 giugno 2010 al Teatro antico di Taormina, nel corso del Taormina Film Fest. Non ha avuto una distribuzione nelle sale cinematografiche italiane, venendo trasmesso in prima visione dalla pay TV Sky il 18 novembre 2010 su Sky Cinema 1, col titolo originale, per poi uscire in home video il 7 dicembre successivo, col titolo Wild Target - Una valigia per 3.